# Tour della nazionale maschile di rugby a 15 della Scozia 2022
A luglio 2022 la nazionale scozzese di rugby allenata da Gregor Townsend fu impegnata in un tour in Sudamerica.
Il tour prevedeva un incontro della squadra A a Santiago contro il Cile, più tre test match in casa dell'Argentina, nell'ordine a San Salvador de Jujuy, Salta e Santiago del Estero.
Si trattava del primo incontro con i Pumas da quattro anni a quella parte nonché il primo degli scozzesi su suolo argentino dal 2010; per quanto riguarda invece l'incontro di Santiago del Cile, era l'esordio assoluto dei Cóndores contro una formazione internazionale scozzese e, più in generale, contro una squadra del primo livello mondiale esclusa l'Argentina.
Praticamente scontato l'incontro con il Cile, utile alla formazione di casa più come banco di prova per il play-off di qualificazione alla Coppa del Mondo 2023 contro gli Stati Uniti in programma due settimane più tardi che per il risultato in sé, la Scozia A chiuse il primo tempo in vantaggio per 28-0 e affrontò in souplesse tutto il secondo tempo, avendo marcato solo una meta in apertura di ripresa e concedendo al cileno Santiago Edwards la marcatura a due minuti dalla fine sul 33-0; ma nel tempo che rimase da giocare gli avanti scozzesi misero a segno altre due mete finendo 45-5.
Il primo test a Jujuy fu un successo argentino, maturato tuttavia solo negli ultimi venti minuti di gioco: al 57' infatti le due squadre erano in perfetta parità 18-18 con Bennett e Hutchinson a ribattere alle due mete iniziali di De la Fuente e Carreras; una meta di Bertranou e, dieci minuti più tardi, un piazzato di Boffelli, diedero ai Pumas l'allungo decisivo per portare a casa l'incontro per 26-18.
Diverso invece il secondo match a Salta: gli scozzesi non concessero territorio agli avversari e, al termine di un primo tempo quasi interamente all'insegna del risparmio (a tre minuti dal riposo i Pumas conducevano solo 6-3 con due piazzati a uno) misero a segno la prima meta dell'incontro chiudendo in vantaggio per 8-6, per poi segnare nella ripresa tre mete a dieci minuti l'una dall'altra e sigillare la partita, chiusa sul 29-6 che vendicava la sconfitta di una settimana prima.
Al nuovo stadio Unico di Santiago del Estero l'Argentina spareggiò la serie aggiudicandosela per 2-1 al termine di un incontro recuperato da un passivo di -15: al 43' infatti la Scozia conduceva 28-13 prima che i Pumas reagissero con tre mete, l'ultima delle quali a tempo ormai scaduto da parte di Boffelli: la differenza tra le due squadre, autrici di quattro mete trasformate ciascuna, fu un calcio di punizione in più per i sudamericani, due contro uno per il 34-31 finale.

## Risultati

### Itest match
| Arbitro: | Nic Berry |

|                                             |      |                            |
| de la Fuente 30’ Carreras 35’ Bertranou 57’ | mt   | 49’ Bennett 54’ Hutchinson |
| Boffelli 35’                                | tr   | 54’ Kinghorn               |
| Sánchez 4’, 18’ Boffelli 71’                | c.p. | 16’, 26’ Kinghorn          |

| Arbitro: | Mathieu Raynal |

|                  |      |                                                       |
|                  | mt   | 37’ H. Watson 43’ Bennett 53’ M. Fagerson 64’ Johnson |
|                  | tr   | 43’ Kinghorn 53’, 64’ Thompson                        |
| Boffelli 6’, 34’ | c.p. | 4’ Kinghorn                                           |

| Arbitro: | Ben O’Keeffe |

|                                                        |      |                                           |
| Carreras 20’ Chaparro 51’ Bertranou 67’ Boffelli 80+1’ | mt   | 13’, 48’ D. van der Merwe 25’, 43’ Ashman |
| Boffelli 30’, 51’, 67’, 80+1’                          | tr   | 13’, 25’, 43’, 48’ Kinghorn               |
| Boffelli 11’, 35’                                      | c.p. | 65’ Kinghorn                              |

### Gli altri incontri
| Arbitro: | Adam Jones |

|             |    |                                                           |
| Edwards 78’ | mt | 12’, 28’, 45’ Hoyland 17’, 22’ Horne 79’ McLean 80’ Price |
|             | tr | 12’, 17’, 22’, 28’ R. Thompson 80+1’ Kinghorn             |